# John Everett Millais

Millais gezeichnet 1853 von William Holman Hunt

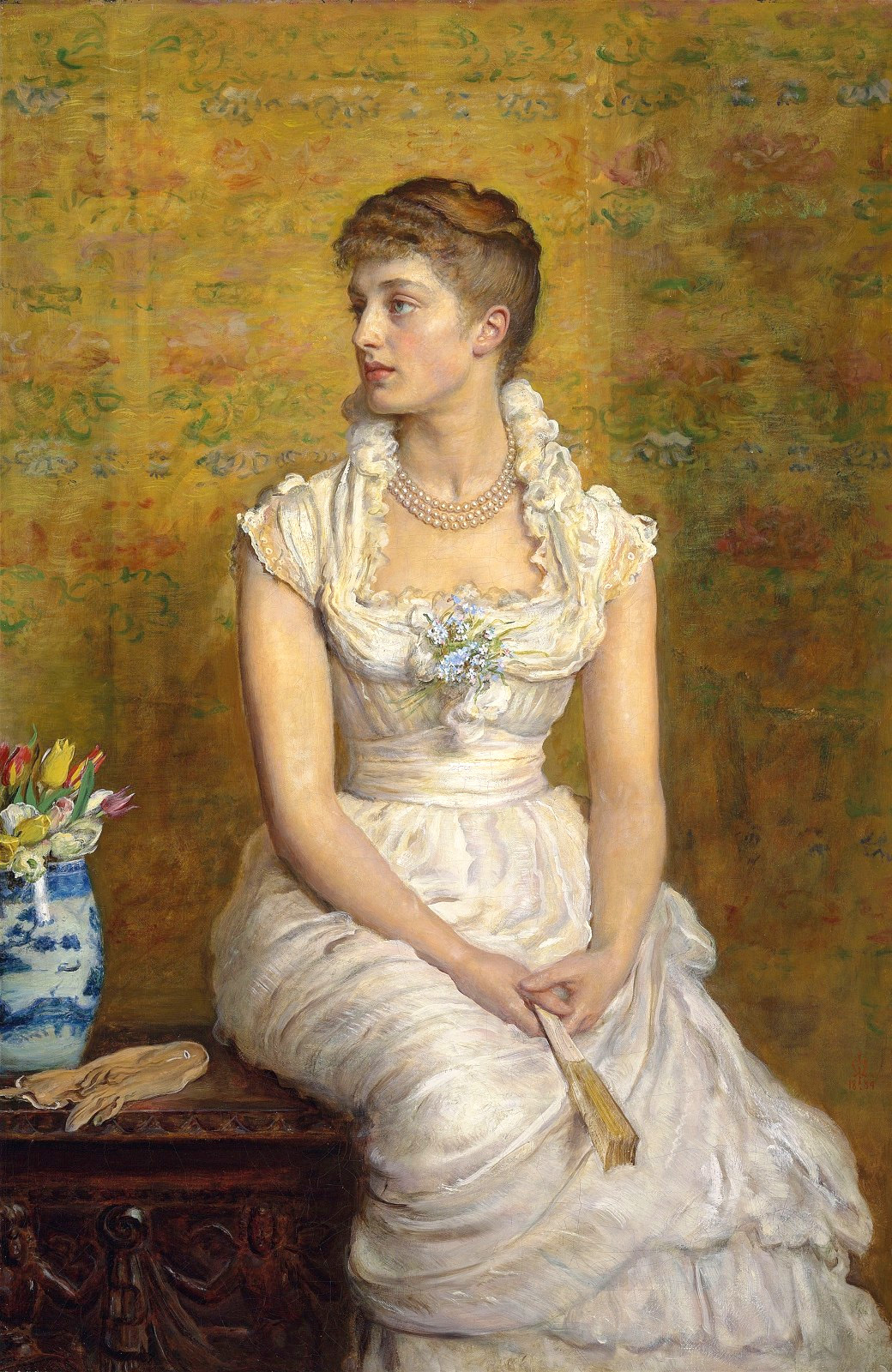
Portrait Lady Campbell, née Nina Lehmann (1884)

Sir John Everett Millais, 1. Baronet [ˈmilɛː] PRA (* 8. Juni 1829 in Southampton; † 13. August 1896 in London) war ein britischer Maler aus dem Kreis der Präraffaeliten. Millais war der erste Künstler, dem der erbliche Titel Baronet verliehen wurde.

## Leben
John Everett Millais entstammte einer Mittelklassefamilie aus Jersey. Seine Eltern waren John William Millais (1800–1870) und Mary Evamy (1789–1864). Zwischen 1833 und 1838 lebte er in St. Helier, Jersey, und in Dinan, Bretagne. Als Wunderkind besuchte er von 1838 bis 1839 die Sass’ Art School und gewann mit neun Jahren eine Silbermedaille der Royal Society of Arts. Im Jahr 1840, mit elf Jahren, wurde er – als jüngstes Mitglied aller Zeiten – von Sir Martin Archer Shee in die Royal Academy of Arts in London aufgenommen, die er bis 1847 erfolgreich absolvierte. Hier wurde er „the child“ (das Kind) genannt. Für eine Zeichnung der Antike erhielt er 1843 die Silbermedaille. Sein Gemälde The Tribe of Benjamin Seizing the Daughters of Shiloh wurde 1847 mit einer Goldmedaille ausgezeichnet. 1846 war er zum ersten Mal auf der Ausstellung der Royal Academy mit seinem Bild Pizarro Seizing the Inca of Peru (1,28 × 1,72 m) vertreten.

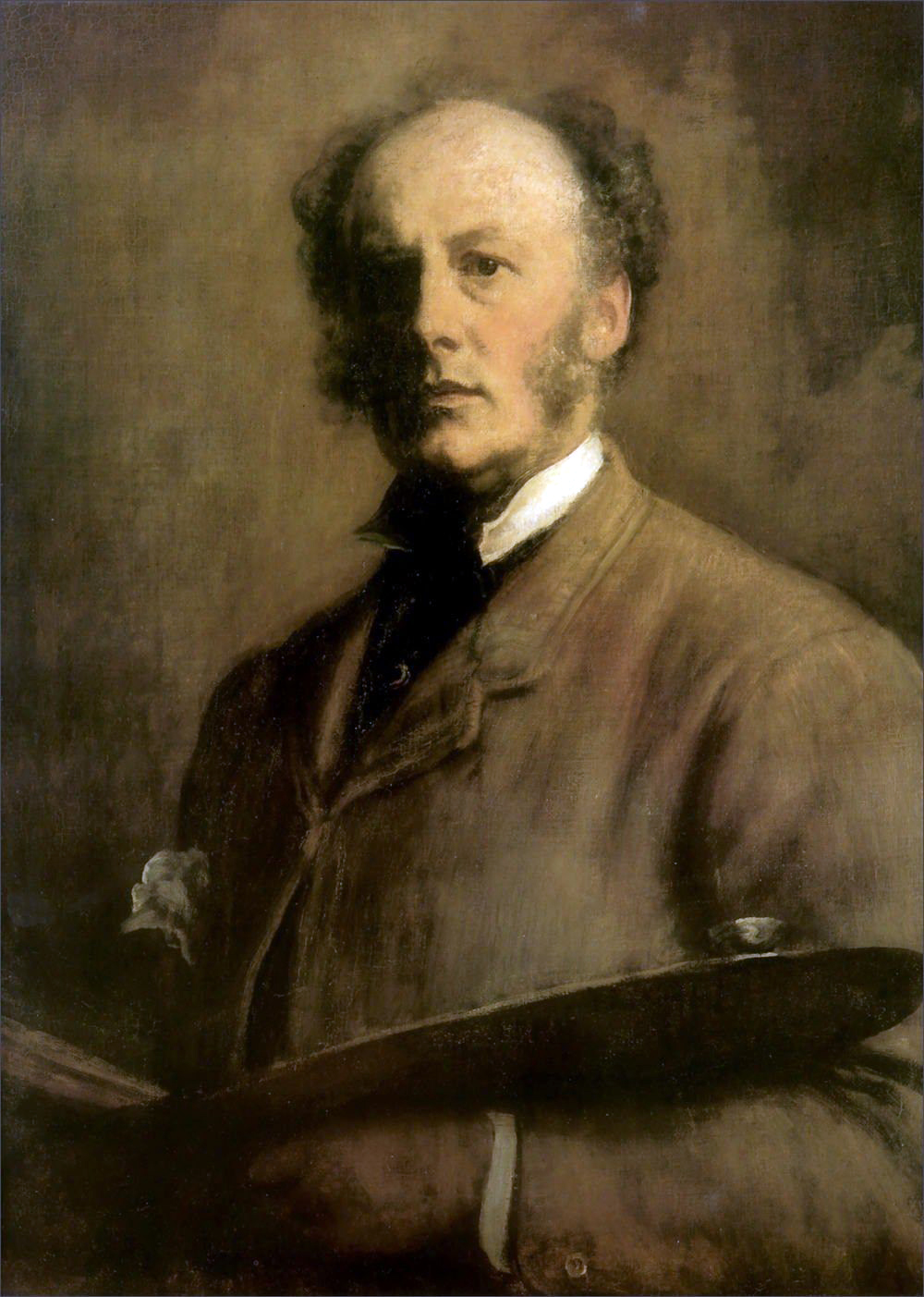
Selbstbildnis

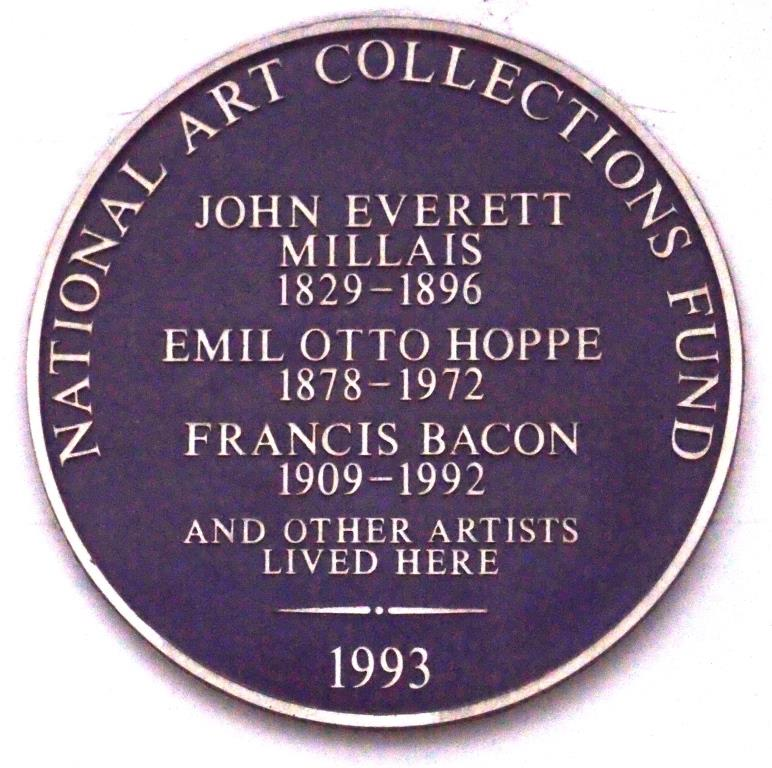
Gedenktafel für John Everett Millais in London, 7 Cromwell Place

Büste erstellt 1897 von Edward Onslow Ford R.A.

Im Juli 1848 wurde die Cyclographic Society gegründet mit den Mitgliedern: Everett Millais, Frederic George Stephens, Thomas Woolner, James Collinson, Walter Howell Deverell sowie Holman Hunt und Dante Gabriel Rossetti. In diesem Kreis zirkulierten ihre Entwürfe, so z. B. die Zeichnung von Rossetti Gretchen in Church, die von Millais kritisiert wurde. Diese Gesellschaft wurde jedoch bereits Ende August wieder aufgelöst. Stattdessen gründeten sie die Pre-Raphaelite Brotherhood, die eher eine Kameradschaft als eine echte Zusammenarbeit werden sollte.
Mit William Holman Hunt, den er an der Akademie kennengelernt hatte, unterhielt er ab 1848 ein gemeinsames Atelier. Millais war 1848 eines der Gründungsmitglieder der präraffaelitischen Bruderschaft und der Talentierteste von allen.
1849 stellte er in der Akademie ein erstes präraffaelitisches Bild aus: Isabella, inspiriert von einem Gedicht John Keats’.
Sein Gemälde Christus im Haus seiner Eltern entfachte 1850 öffentlichen Protest. Die Unterstützung durch John Ruskin änderte 1851 die öffentliche Meinung, Millais zeigte 1852 Ophelia. Im Jahr 1853 besuchte er Schottland auf Einladung John Ruskins, den er porträtierte. 1855 heiratete er Effie, Ruskins Frau, nachdem deren Ehe annulliert worden war. Das Paar bekam acht Kinder. Um dem Skandal in der Londoner Gesellschaft zu entgehen, lebten sie bis 1861 in Schottland.
Bis 1856 hatte Millais seine Maltechnik perfektioniert und suchte ruhelos nach neuen Wegen, sich auszudrücken. Er hatte erkannt, dass die Präzision des Malens im Stil der Präraffaeliten nur eine Stufe in seiner Entwicklung war.
1861 zog er mit der Familie zurück nach London. Hier hatte er großen Erfolg mit seinen Kinderbildern. Besonders bekannt wurde sein Bild A Child’s World von seinem Enkelsohn, das unter dem Namen „Bubbles“ berühmt wurde. Dazu wird folgende Geschichte überliefert: Das im Frühjahr 1886 in der Tooth & Sons Gallery, 5 and 6 Haymarket, London, ausgestellte Bild wurde von Sir Ingram, dem Besitzer der Zeitschrift Illustrated London News gekauft. Er wollte davon Druckplatten für die Weihnachtsgrüße 1886 herstellen. Nun sah Thomas J. Barratt von der Firma A. & F. Pears das Bild in Sir Ingrams Büro und kaufte es ihm ab. Die Firma Pears war Seifenhersteller und der Junge mit den Seifenblasen („Bubbles“) von Millais wurde als Seifen-Werbung für die Firma sehr bekannt, die damit auch die Besser-Verdiener ansprechen wollte.
1863 wurde Millais in die Royal Academy gewählt. Gegen Ende der 1860er Jahre war Millais zu einem außerordentlich populären Künstler geworden, unter anderem durch Buchillustrationen, Historien-, Genre- und Ereignisbilder. Er verfügte über ein stattliches Einkommen durch den Verkauf von Lizenzen für die Veröffentlichung seiner Werke als Tiefdrucke. Ab 1870 arbeitete er erfolgreich als Gesellschaftsmaler und Porträtist und erhielt zahlreiche internationale Auszeichnungen, darunter der preußische Orden Pour le Mérite, der belgische Leopoldsorden und der französische Légion d’honneur. 1882 wurde Millais als auswärtiges Mitglied in die Académie des Beaux-Arts aufgenommen.
Am 16. Juli 1885 adelte Königin Victoria ihn mit dem erblichen Titel eines Baronet, of Palace Gate, in the Parish of St. Mary Abbot, Kensington, in the County of Middlesex, and of Saint Ouen, in the Island of Jersey. 1886 stellte die Grosvenor Gallery 159 seiner Werke aus. Später waren seine Werke auch am Glasgow Institute of the Fine Arts zu sehen.
1889 war er an der Einrichtung der National Portrait Gallery in London maßgeblich beteiligt. 1896, wenige Monate vor seinem Tod, berief die Royal Academy Sir John Everett Millais zu ihrem Präsidenten.
Er starb am 13. August 1896 in Kensington, London, und wurde in der St. Paul’s Cathedral beigesetzt. Seinen Adelstitel erbte sein ältester Sohn Everett Millais (1856–1897) als 2. Baronet.
Die Bilder aus seinem Atelier wurden bei Christie’s am 1. Mai 1897, 21. März und 2. Juli 1898 versteigert.

## Werk

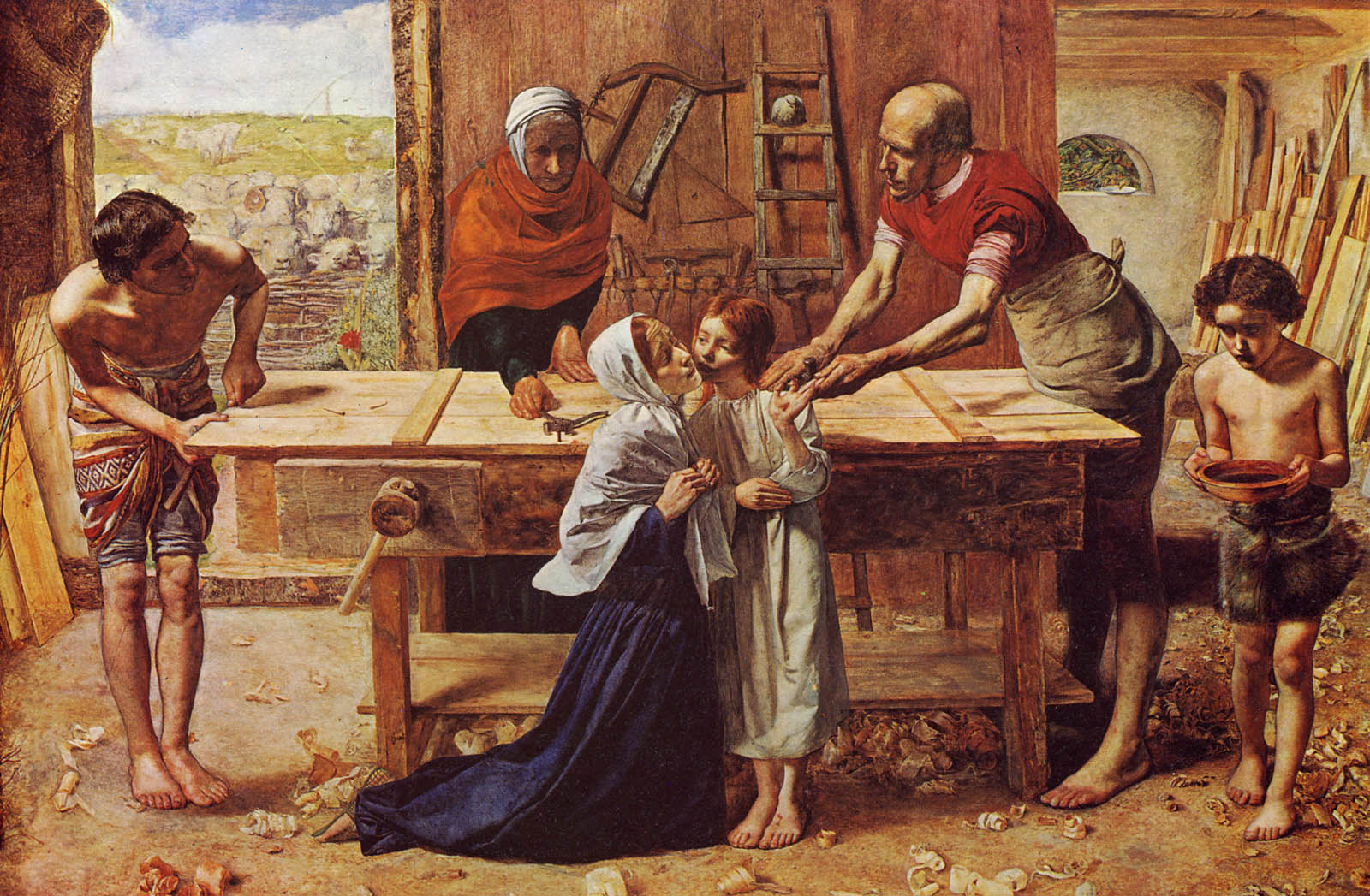
Christus im Haus seiner Eltern, 1850

Millais’ Gemälde Christus im Haus seiner Eltern, seinerzeit allgemein The Carpenter’s Shop genannt, löste bei seiner Ausstellung im Frühjahr 1850 einen der größten Skandale der Royal Academy aus. Man sah in der Naturtreue eine Blasphemie und bei Millais „papistische“ Neigungen, ein damals nicht unerheblicher Vorwurf in einem religiös unduldsamen England. Einer der schärfsten Gegner war der Schriftsteller Charles Dickens. Er beschwerte sich: „Ein abscheulicher, schiefhalsiger, flennender Rotschopf im Nachthemd“. Und zur Maria: sie sei „so abstoßend in ihrer Häßlichkeit, daß sie noch im ordinärsten französischen Tingeltangel und der heruntergekommensten englischen Kaschemme als Monstrum herausragen“ würde.
Königin Viktoria war so beunruhigt durch den Wirbel, den man um den Präraffaeliten machte, dass sie sich einige Bilder in ihren Palast bringen ließ. Es wurde erwogen, die Präraffaeliten von den Jahresausstellungen der Akademie zu verbannen. Da kam ihnen John Ruskin, dessen Meinung in der Öffentlichkeit hochangesehen war, mit zwei Leserbriefen an die Times zu Hilfe. Das öffentliche Aufsehen und die lobende Kritik Ruskins beflügelte die Präraffaeliten.
Millais illustrierte eine ganze Reihe literarischer Texte namhafter Schriftsteller, darunter die Romane Anthony Trollopes und die Moxon-Ausgabe von Alfred Tennysons Poems von 1857.
In den 1870er Jahren porträtierte er hauptsächlich Persönlichkeiten des öffentlichen Lebens, so Thomas Carlyle (1877), Lillie Langtry (1878), Gladstone (1879 und 1885), Disraeli (1881) und Tennyson (1881). Es wird vermutet, dass Millais dies auch aus finanziellen Gründen zur Versorgung seiner großen Familie machte.
Sehr beliebt waren auch seine Gemälde von schönen, jungen Frauen, wie z. B. Stella 1868 und das Porträt von Lady Campbell, geborene Nina Lehmann (1884), der Tochter des Industriellen Augustus Frederick Lehmann, das 2013 für über 480.000 GBP versteigert wurde. Ein anderes Porträt von ihr, das Millais 1869 von ihr malte, wurde 2017 für eine ähnliche Summe versteigert. Die Bilder malte Millais, weil er mit Frederick Lehmanns Bruder, dem Maler Rudolf Lehmann, befreundet war. Die Lehmanns standen Millais‘ Weggefährten wie dem Schriftsteller Wilkie Collins, Musikern wie dem Geiger Joseph Joachim, dem Dirigenten und Pianisten Charles Hallé und anderen Mitgliedern der englischen Gesellschaft nahe. Sie veranstalteten häufig Musikabende für die Londoner Künstlervereinigung in ihrem Haus am Berkeley Square 15. Darüber hinaus heiratete Lehmanns Schwester, Eliza, Ernst Benzon, und die Benzons wurden ebenfalls Gönner von Millais.
Im Stil von Sir Joshua Reynolds malte er 1872 „Hearts are Trumps“ die drei Töchter von Walter Armstrong – Elizabeth, Diana und Mary beim Kartenspiel.

## Wichtige Werke
- Christus im Hause seiner Eltern, 1849/1850; London, Tate Gallery
- 'Isabella', 1848-49 Walker Art Gallery collection Curator's choice - Millais's 'Isabella'
- Mariana, 1850, Öl auf Mahagoni, 59,7 × 49,5 cm; früher Privatbesitz, seit 1999 in Verrechnung mit Steuerschulden im Besitz von Tate Britain. Bildbesprechung der Kahn Academy
- Der Hugenotte, 1851/1852; exhibited at the Royal Academy in 1852 as 'A Huguenot, on St Bartholemew's Day, Refusing to Shield Himself from Danger by Wearing the Roman Catholic Badge'. Washington, Makins Collection Bildbesprechung im Victorian Web Composition and its Consequences in Millais's A Huguenot on St. Bartholomew’s Day
- Ophelia, 1851/1852; London, Tate Gallery Bildbesprechung von “Ophelia”
- Bildnis John Ruskin, 1853/1854; Ashmolean Museum, Oxford
- Herbstblätter, 1855/1856, Manchester Art Gallery
- Bildbeschreibung zu „Peace Concluded“ 1856 – Ende des Krimkriegs - The Putnam Dana McMillan Fund
- The Black Brunswicker, 1860; Bildbesprechung. Liverpool, Lady Lever Art Gallery
- Apfelblüte Apple Blossoms or Spring. 1858–59
- The North-West Passage 1874 in der Tate Gallery
- The Princes in the Tower, 1878, Holloway College, University of London
- John Henry Newman, Porträt, 1881

## Abbildungen
(Auswahl)

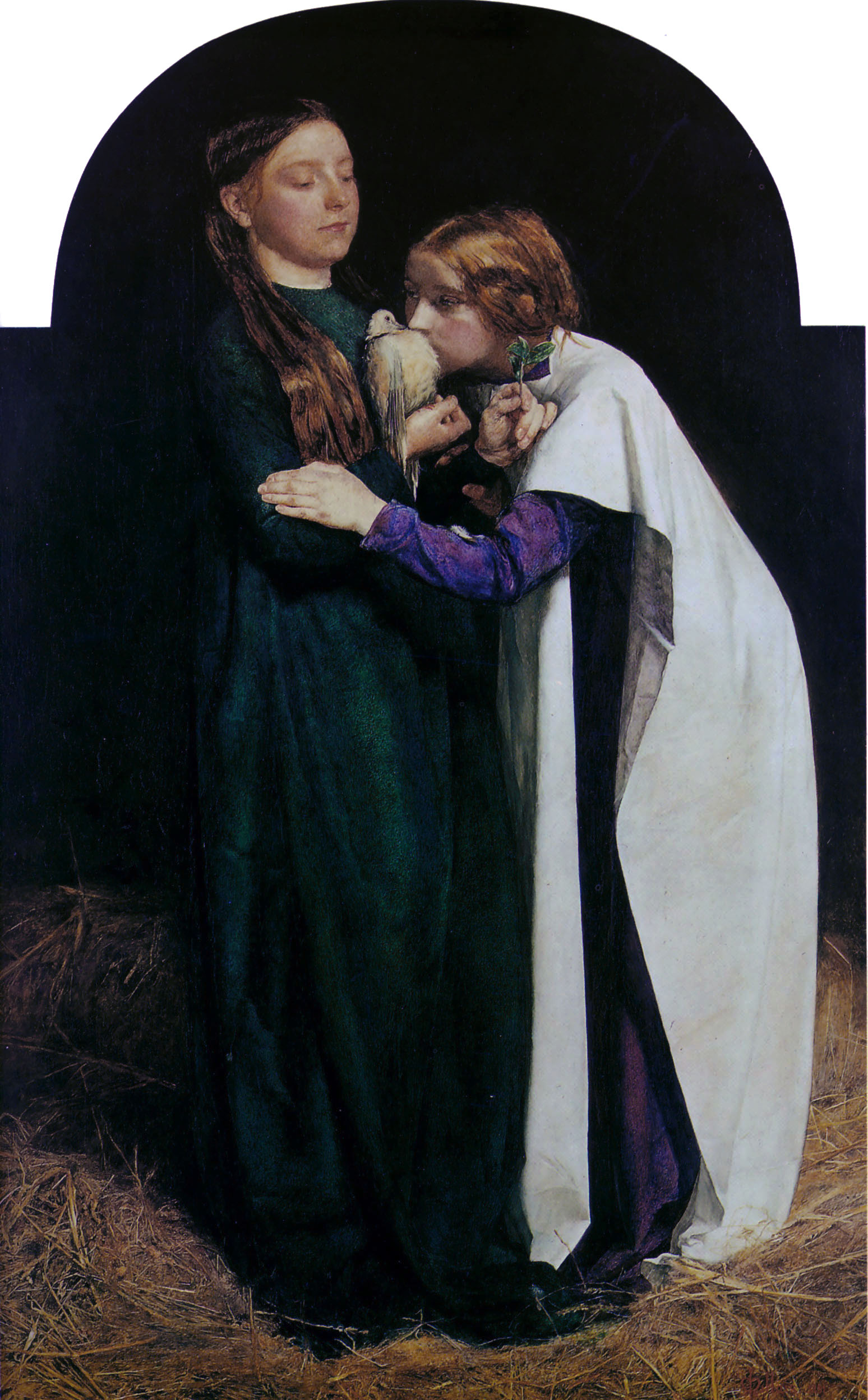
The Return of the Dove to the Ark (1851)
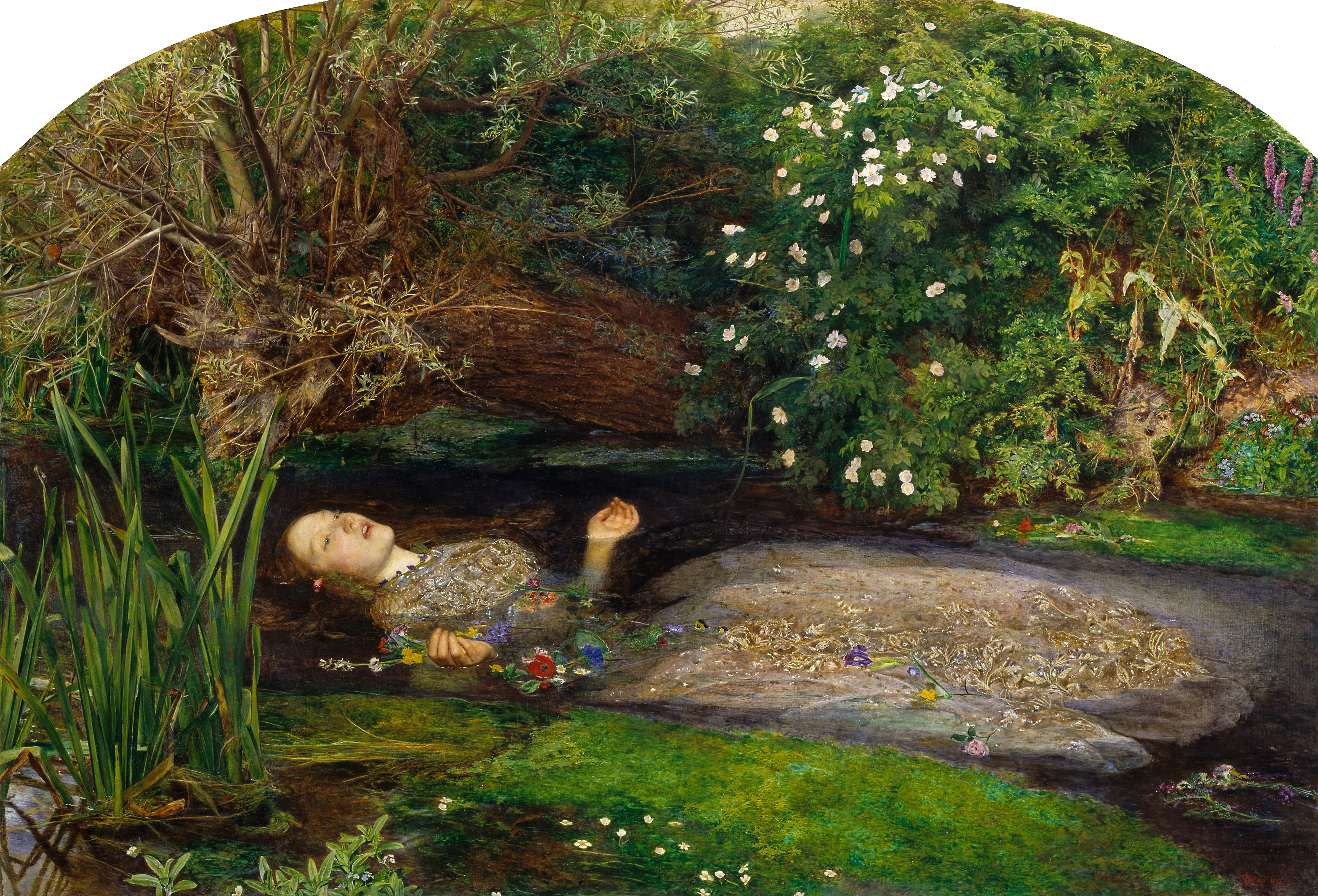
Ophelia (1851/52)
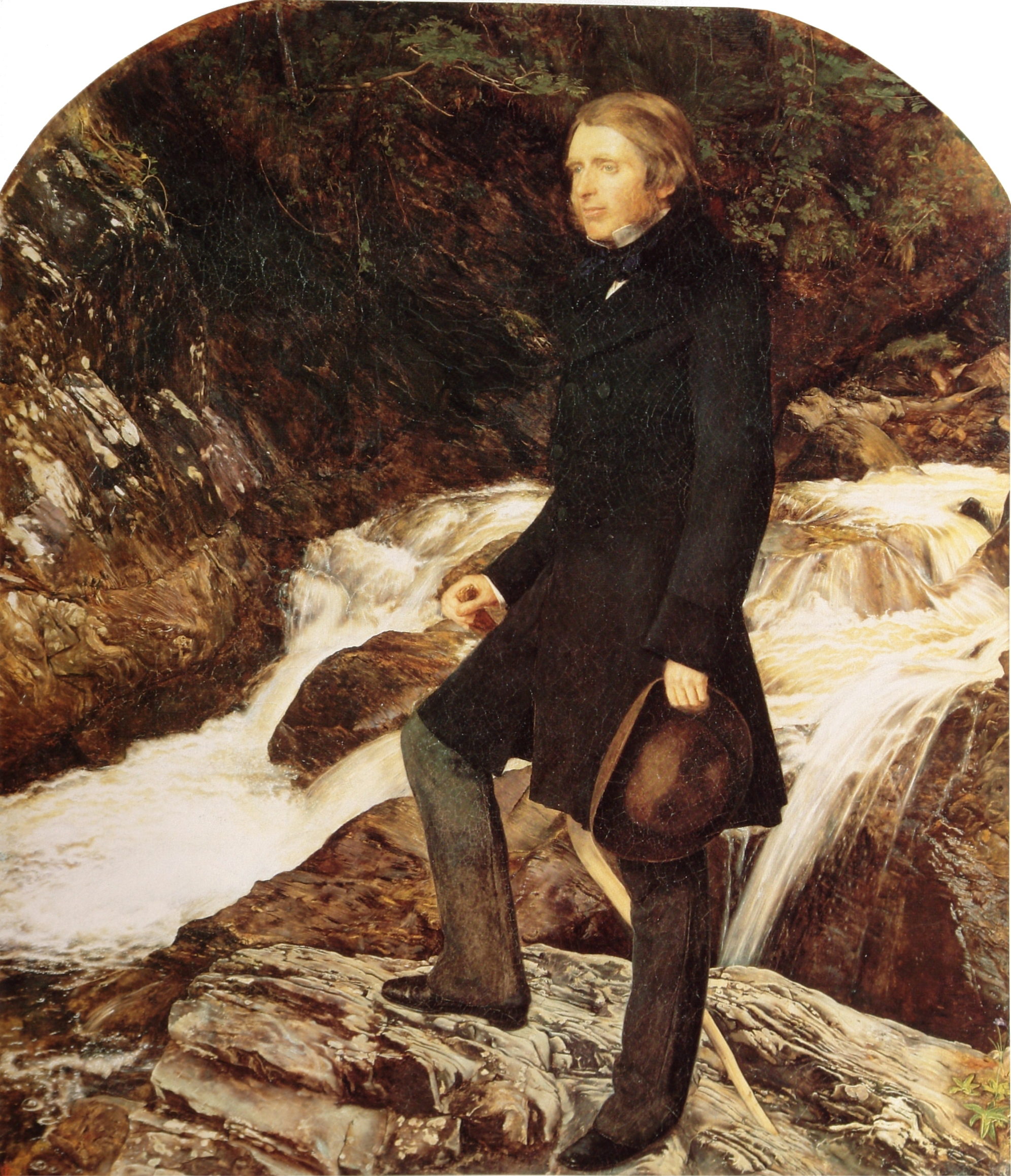
John Ruskin (1853/54)
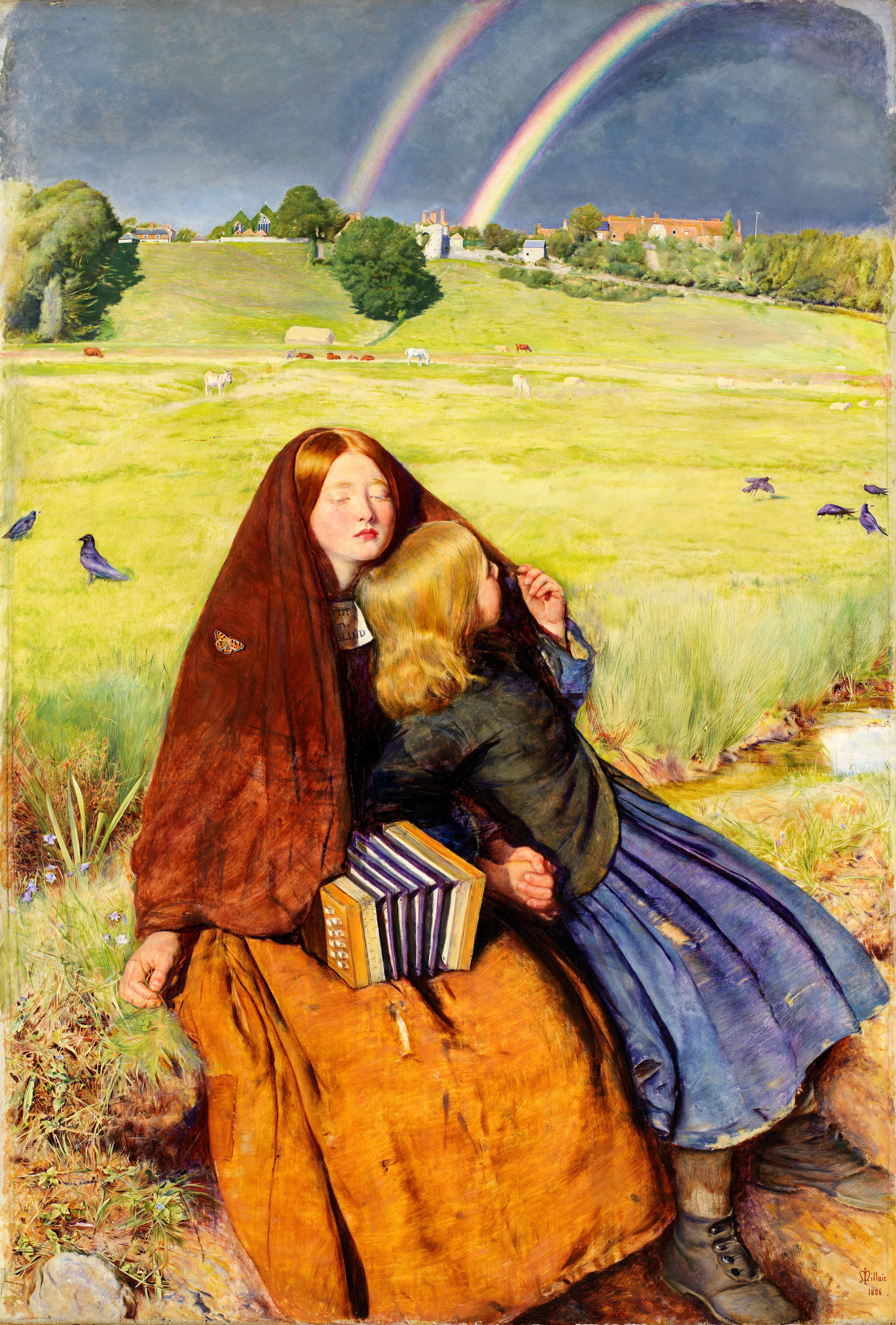
Die junge Blinde (1854–1856)
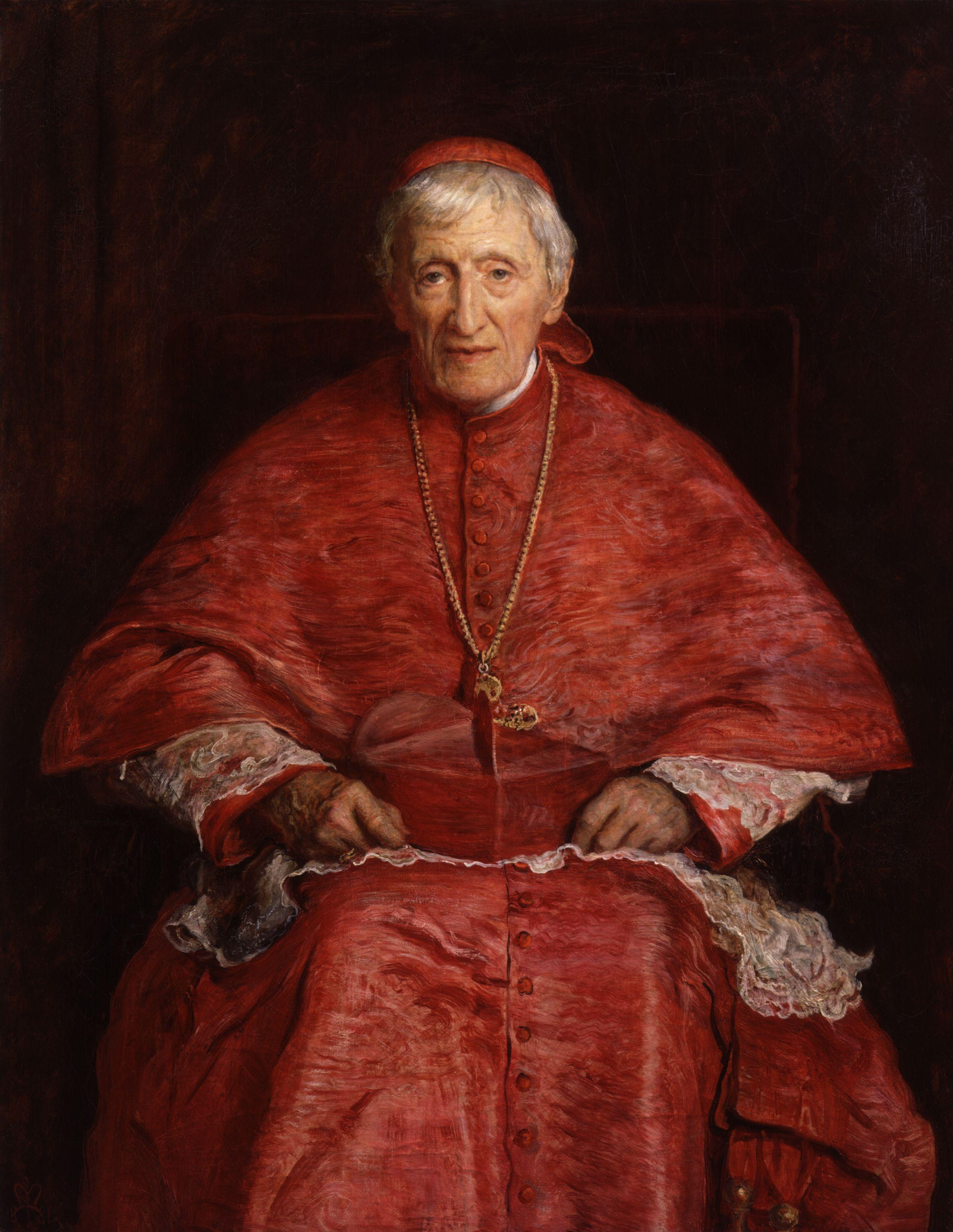
Kardinal John Henry Newman (1881)
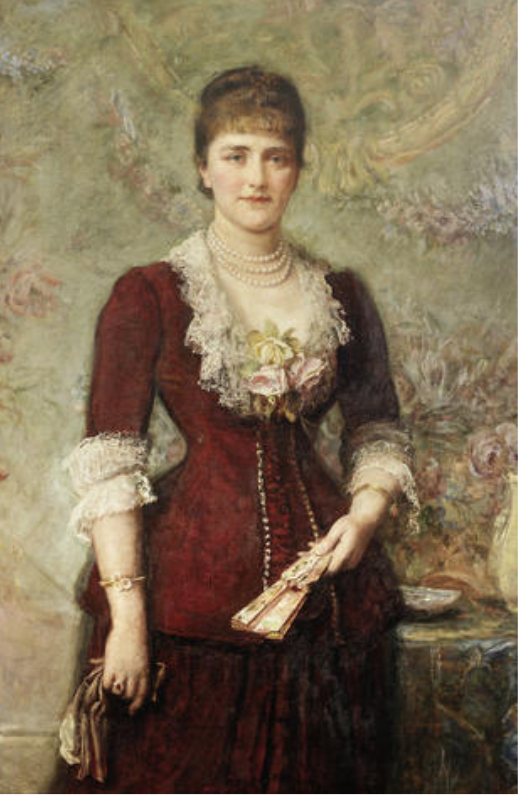
Porträt Lucy Stern, Tochter des Wiener Hofjuweliers Joseph Biedermann und Gattin des Bankiers James Julius Stern (1882)
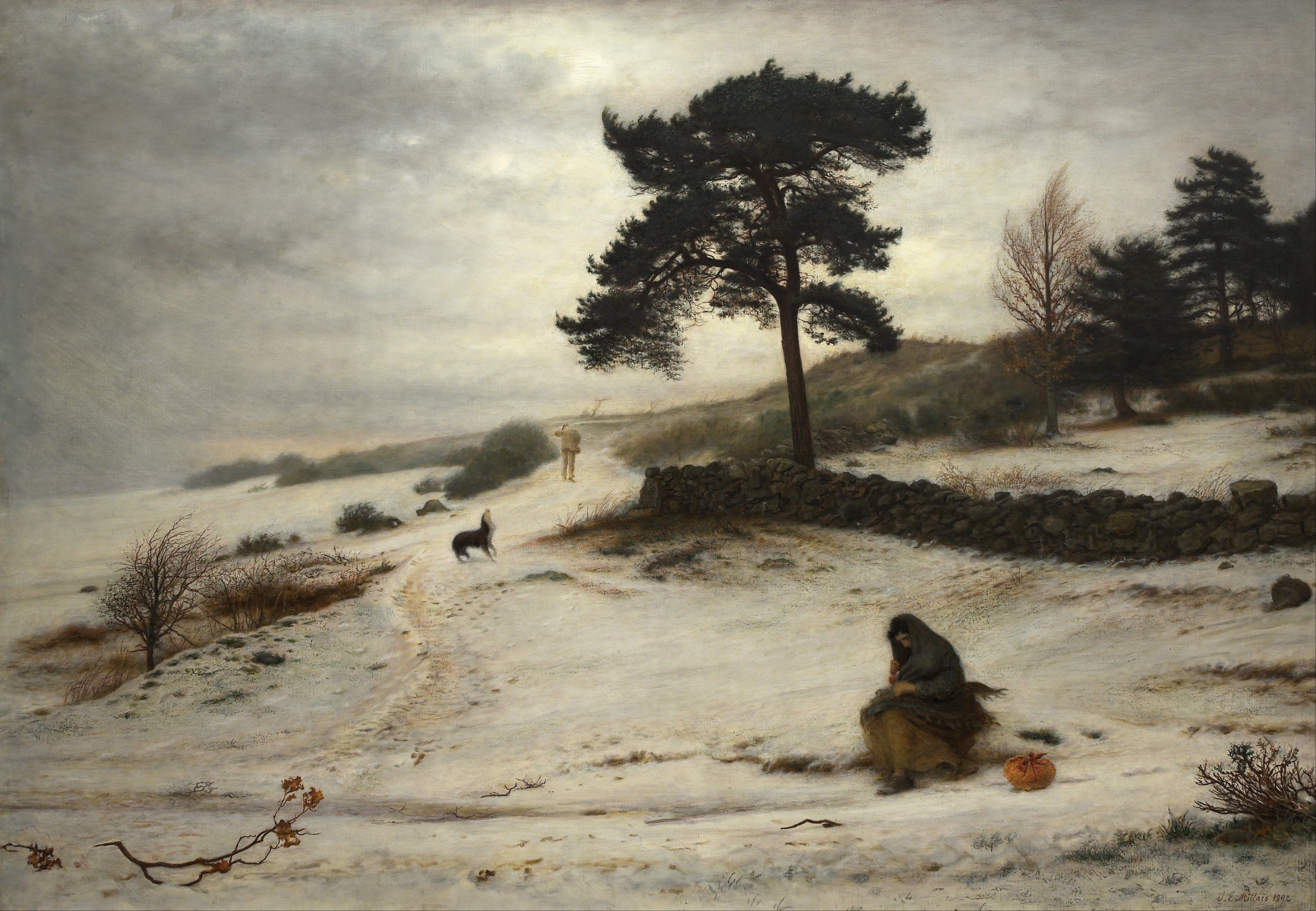
Blow, Blow Thou Winter Wind (1892)